# 제러미 지암비
제러미 딘 지암비(Jeremy Dean Giambi, 1974년 9월 30일~2022년 2월 9일)는 미국의 프로 야구 선수이다. 메이저 리그 베이스볼(MLB) 팀 캔자스시티 로열스, 오클랜드 애슬레틱스, 필라델피아 필리스, 보스턴 레드삭스에서 뛰었다. 전직 메이저 리거인 제이슨 지암비의 동생이기도 하다.